# Кайра тонкодзьоба

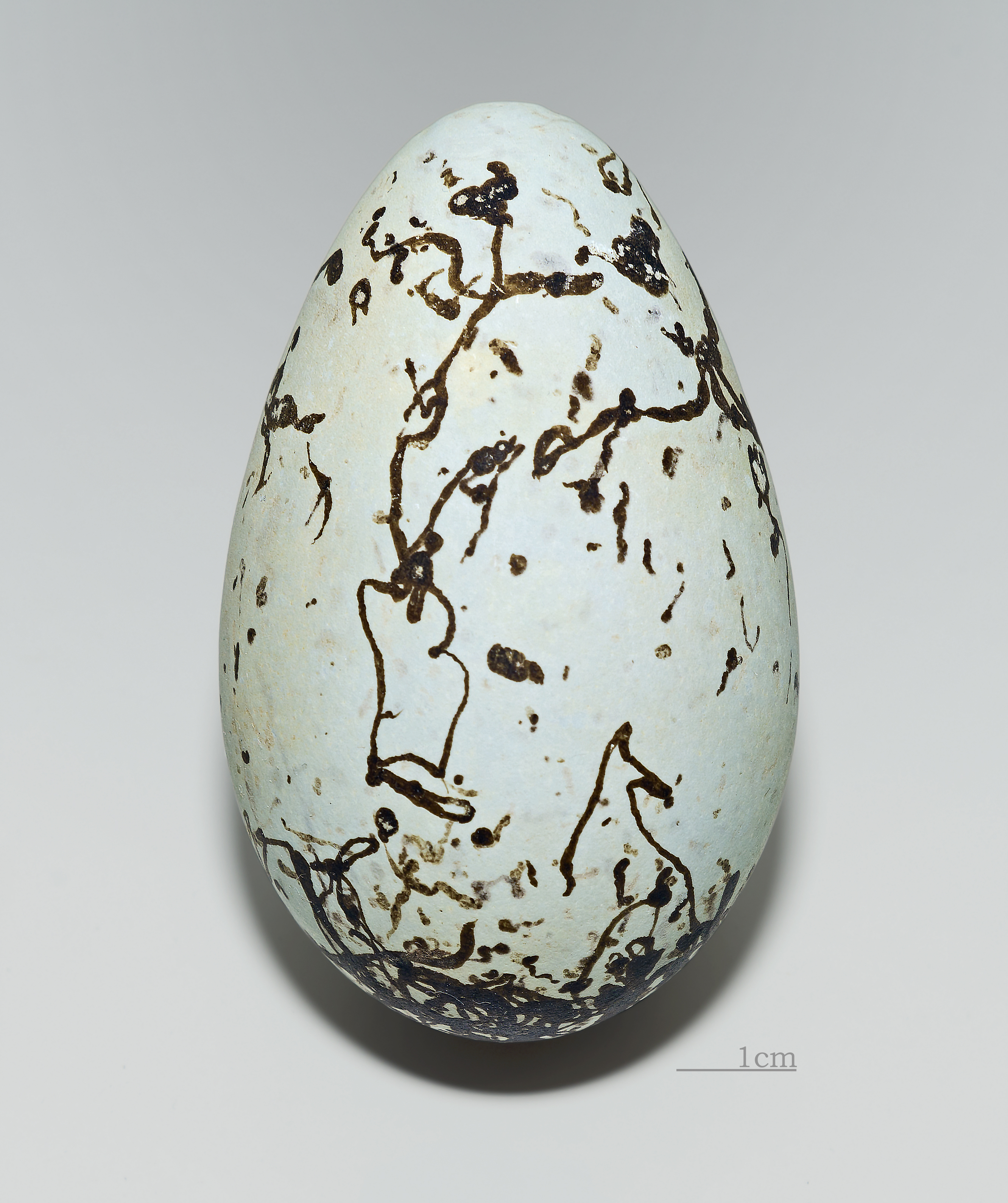
Uria aalge

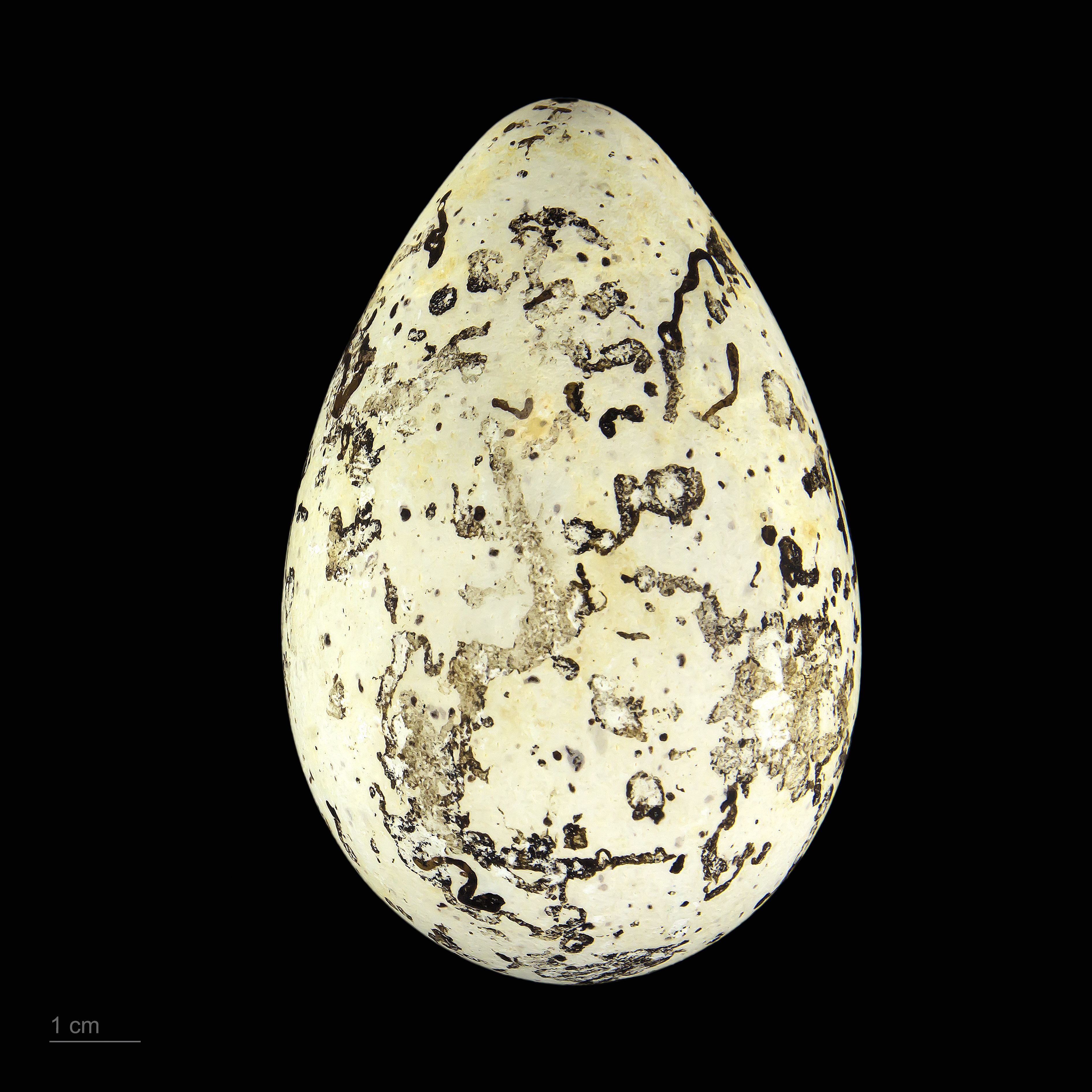
яйце Uria aalge aalge - Тулузький музей

Кайра тонкодзьоба (Uria aalge) — відносно великий морський птах родини алькових (Alcidae). Це пелагічний птах, що проводить більшість часу у відкритому морі, відвідуючи берег тільки під час шлюбного сезону
Яйця кожної самиці мають унікальний візерунок, що допомагає їй знайти їх серед пташиного базару.

## Поширення
Гніздиться у великих колоніях на островах, скелях і скелястих берегах вздовж атлантичного узбережжя Північної Америки від Гренландії на південь до Нью-Брансвіку, в Європі від Ісландії до Португалії, на тихоокеанському узбережжі Північної Америки від Аляски до Каліфорнії, в Азії від Чукотки до Північної Кореї. У негніздовий період трапляється у відкритому морі.